# Oripoda luminosa
Oripoda luminosa – gatunek roztocza z kohorty mechowców i rodziny Oripodidae.
Gatunek ten został opisany w 1979 roku przez Marie Hammer jako Truncopes luminosus.
Mechowiec ten ma żółtawo-jasnobrązowe ciało o długości ok. 0,42 mm. Szczeciny rostralne owłosione i tak długie jak odległości między nimi. Rostrum stożkowate. Szczeciny lamellarne owłosione, długości lamelli. Owłosione są również szczeciny interlamellarne. Senisilus ma krótką, bardzo cienką szypułkę i owalną główkę. Raczej długie pteromorfy są nieruchome. Na notogaster 4 pary sakulusów. Szczeciny notogatralne występują w liczbie 10 par, genitalne 2 par, aggenitalne 1 pary, analne 2 pary, a adanalne w liczbie 3 par. Na brzusznej stronie ud szeroki kil.
Gatunek znany tylko z indonezyjskiej wyspy Jawa.